# Crasville-la-Mallet
Crasville-la-Mallet település Franciaországban, Seine-Maritime megyében. Lakosainak száma 189 fő (2022. január 1.). Crasville-la-Mallet Drosay, Néville és Ocqueville községekkel határos.

## Népesség
A település népességének változása:
| Lakosok száma | 168  | 157  | 158  | 154  | 153  | 153  | 165  | 177  | 189  |
|               | 2013 | 2015 | 2016 | 2017 | 2018 | 2019 | 2020 | 2021 | 2022 |